# Ферфілд (Небраска)
Ферфілд (англ. Fairfield) — місто (англ. city) в США, в окрузі Клей штату Небраска. Населення — 330 осіб (2020).

## Географія
Ферфілд розташований за координатами 40°25′56″ пн. ш. 98°6′12″ зх. д. / 40.43222° пн. ш. 98.10333° зх. д. (40.432311, -98.103239).  За даними Бюро перепису населення США в 2010 році місто мало площу 1,87 км², уся площа — суходіл.

## Демографія
Згідно з переписом 2010 року, у місті мешкало 387 осіб у 155 домогосподарствах у складі 109 родин. Густота населення становила 207 осіб/км².  Було 198 помешкань (106/км²).
Расовий склад населення:
| - 99,2 % — білих - 0,3 % — корінних американців |

До двох чи більше рас належало 0,5 %. Частка іспаномовних становила 0,8 % від усіх жителів.
За віковим діапазоном населення розподілялося таким чином: 27,4 % — особи молодші 18 років, 56,3 % — особи у віці 18—64 років, 16,3 % — особи у віці 65 років та старші. Медіана віку мешканця становила 40,0 року. На 100 осіб жіночої статі у місті припадало 104,8 чоловіків;  на 100 жінок у віці від 18 років та старших — 99,3 чоловіків також старших 18 років.
Середній дохід на одне домашнє господарство  становив 51 382 долари США (медіана — 34 779), а середній дохід на одну сім'ю — 59 269 доларів (медіана — 44 583). Медіана доходів становила 33 676 доларів для чоловіків та 26 667 доларів для жінок. За межею бідності перебувало 18,1 % осіб, у тому числі 31,3 % дітей у віці до 18 років та 6,0 % осіб у віці 65 років та старших.
Цивільне працевлаштоване населення становило 176 осіб. Основні галузі зайнятості: освіта, охорона здоров'я та соціальна допомога — 18,8 %, науковці, спеціалісти, менеджери — 15,3 %, виробництво — 11,9 %, сільське господарство, лісництво, риболовля — 11,4 %.